# しなだしん
しなだしん（1962年11月20日 - ）は、俳人。『青山』（せいざん）主宰。
公益社団法人俳人協会評議員、公益社団法人日本文藝家協会会員。「塔の会」幹事。東京都新宿区在住。

## 来歴
新潟県柏崎市に生まれる。
1997年に作句を開始。山崎ひさを主宰の俳誌『青山』に入会した（翌年同人となる）。
2009年に『俳句研究』第6回競作で第1位となる。
2011年に『青山』当月集同人となり、2017年には編集長（1月号から）に就任した。
2020年8月に『青山』の主宰を継承した（山崎ひさをは名誉主宰となる）。
2025年から俳人協会全国俳句大会選者。

## 著作
- 第一句集『夜明』ふらんす堂（青山草書95）、2013年
- 第二句集『隼の胸』ふらんす堂（青山草書105）、2020年
- 第三句集『魚の栖む森』角川文化振興財団（青山草書139）、2023年
- 自註『しなだしん集』俳人協会、2024年
- 合同句集『塔　九集』2013年
- 合同句集『塔　十集』2019年
- 合同句集『塔　十一集』2023年